# Plagiolepis xene
Plagiolepis xene är en myrart som beskrevs av Staercke 1936. Plagiolepis xene ingår i släktet Plagiolepis och familjen myror. Inga underarter finns listade i Catalogue of Life.